# گورهای دسته‌جمعی در عراق

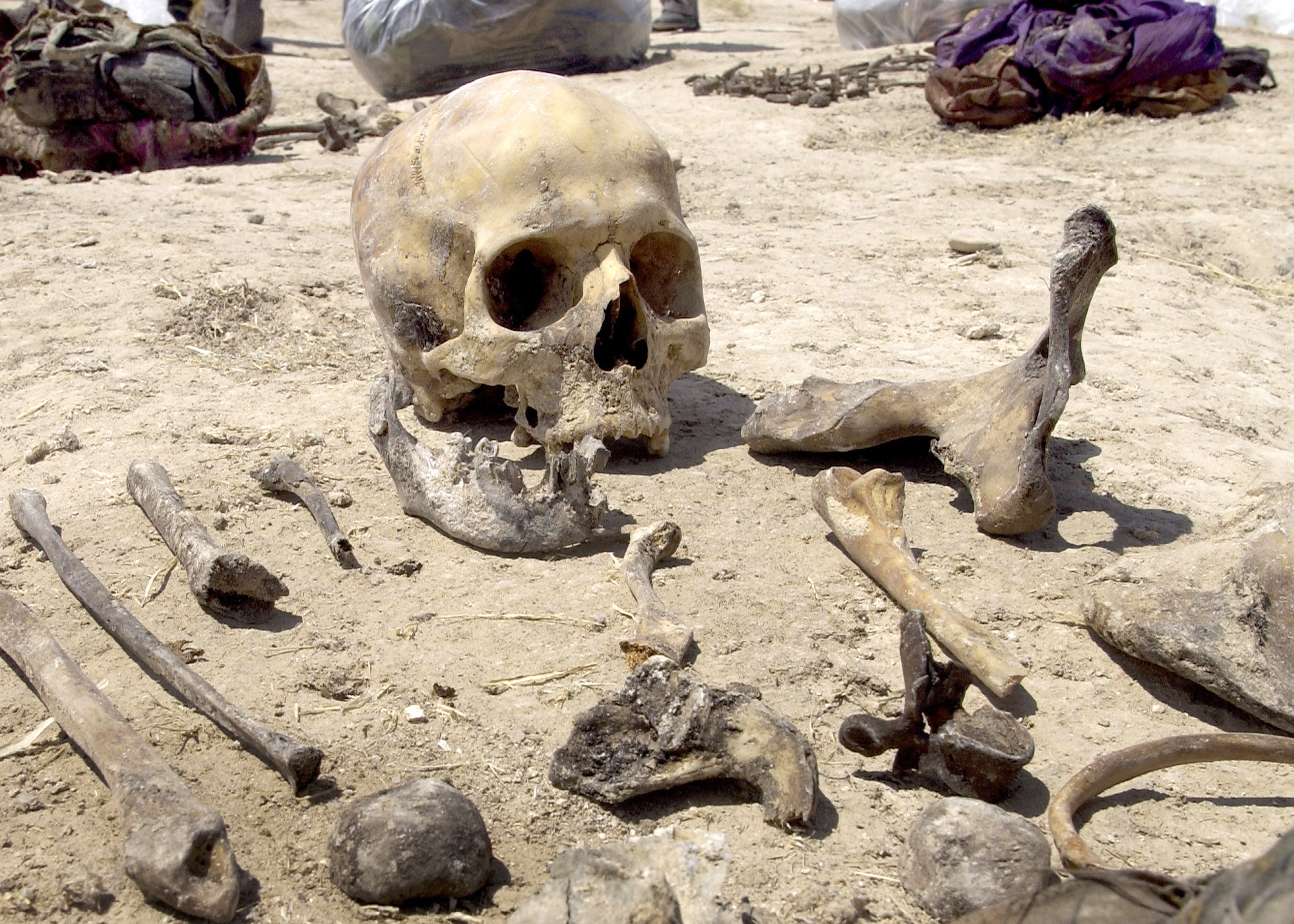
بقایای انسانی در یک گور دسته‌جمعی در کردستان عراق که در ۱۵ ژوئیهٔ ۲۰۰۵ پیدا شد.

گورهای دسته‌جمعی در عراق پس از حمله به عراق درسال۲۰۰۳ که رژیم صدام حسین را سرنگون کرد، به خوبی شناخته شده‌است. کارشناسان بین‌المللی تخمین زدند که ۳۰۰٬۰۰۰ قربانی تنها در این گورهای دسته‌جمعی هستند. این گورهای دسته‌جمعی بیشتر شامل بقایای اجساد مسلمانان شیعه و کُردهایی بود که به‌دلیل مخالفت با رژیم بعث عراق بین سال‌های۱۹۸۳ و ۱۹۹۱ کشته شدند.

## زمینه
برخی از اطلاعات زیر از فکت شیت-دفتر دموکراسی، حقوق بشر و کار و دفتر امور عمومی گرفته شده‌است.
گورهای دسته‌جمعی در عراق به‌عنوان مکان‌های بدون علامت مشخص می‌شود که حداقل شش جسد را در خود جای داده‌است. برخی از آن‌ها را می‌توان با تپه‌های زمین انباشته شده در بالای زمین یا به‌عنوان گودال‌های عمیقی که به‌نظر می‌رسد پُر شده‌اند شناسایی کرد. شناسایی برخی از گورهای قدیمی دشوارتر است، زیرا در طول زمان، توسط پوشش گیاهی و آوار پوشانده شده‌اند. محل‌هایی در تمام مناطق کشور (عراق) کشف شده‌اند و حاوی اعضای هر گروه مذهبی و قومی بزرگ در عراق و همچنین اتباع خارجی از جمله کویتی‌ها و سعودی‌ها هستند. بیش از ۲۵۰ محل گزارش شده‌است که تقریباً ۴۰ مورد تا به امروز تأیید شده‌است. گمان می‌رود که بیش از یک میلیون عراقی در نتیجهٔ اعدام‌ها، جنگ‌ها و فرارها در عراق مفقود شده باشند که تصور می‌شود صدها هزار نفر از آن‌ها در گورهای دسته‌جمعی هستند. بیشتر گورهای کشف شده تا به امروز مربوط به یکی از پنج جنایت بزرگی است که رژیم مرتکب شده‌است.
به‌گفتهٔ دولت اقلیم کردستان عراق، بسیاری از گورهای دسته‌جمعی در کردستان حاوی کردهای عراقی است که به دلیل قومیت خود در یک اقدام نسل‌کشی کشته شده‌اند.
- سرکوب احزاب سیاسی شیعه و فعالان شیعه در سال ۱۹۷۹. این دوره شامل هزاران محاکمه «دادگاه انقلاب» بود که به این معنی بود که گروه‌های ۲۰۰ تا ۵۰۰ نفری از مردان و زنان جوان ۱۳ سالهٔ شیعه در کنار هم جمع شده و به اعدام محکوم می‌شدند.[نیازمند شفاف‌سازی]
- ۱۹۸۲، تاکتیک‌های تهاجمی رژیم صدام برای سرکوب هر گونه جنبش شیعه، به دنبال ربودن و قتل وحشیانهٔ یکی از رهبران کلیدی شیعیان سید محمدباقر صدر. در این سال ده‌ها هزار مرد، زن و کودک جوان عراقی به اتهام عضویت در یک حزب سیاسی به اعدام محکوم شدند. کسانی که خوش‌شانس بودند - پس از شکنجه و بازجویی غیرقابل تصور - به حبس ابد محکوم می‌شدند.
- حملهٔ سال ۱۹۸۳ به شهروندان کرد متعلق به قبیلهٔ بارزانی که ۸۰۰۰ نفر از آن‌ها توسط رژیم در شمال عراق جمع‌آوری شده و در بیابان‌ها در فواصل بسیار دور از خانه‌هایشان اعدام شدند.
- عملیات انفال در سال۱۹۸۸، که طی آن ۱۸۲٬۰۰۰ کرد عراقی ناپدید شدند. بیشتر مردان از خانواده‌های خود جدا شده و در بیابان‌های غرب و جنوب غرب عراق اعدام شدند. بقایای برخی از همسران و فرزندان آن‌ها نیز در گورهای دسته‌جمعی پیدا شده‌است.
- حملات شیمیایی علیه روستاهای کردستان از سال ۱۹۸۶ تا ۱۹۸۸، از جمله حملهٔ شیمیایی به حلبچه، زمانی که نیروی هوایی عراق مواد شیمیایی سارین، وی‌ایکس و تابون را بر روی جمعیت غیرنظامی پرتاب کرد که باعث کشته شدن فوری ۵٬۰۰۰ نفر و ایجاد مشکلات پزشکی طولانی مدت، مرگ و میر ناشی از آن و سبب نقص مادرزادی در میان فرزندان هزاران نفر دیگر شد.
- کشتار مسلمانان شیعهٔ عراق در سال۱۹۹۱ پس از قیام شیعیان در پایان جنگ خلیج فارس که طی آن ده‌ها هزار سرباز و غیرنظامی در مناطقی مانند بصره، کربلا، نجف، ناصریه، عماره و حِلّه کشته شدند. هزاران خانه ویران شد و مناطق وسیعی از دشت‌های عراق خشک شد و اثرات مخربی بر زندگی مردم و محیط زیست گذاشت.
- سپس، در مارس ۱۹۹۹، هزاران نفر دیگر پس از وقوع قیام دوم پس از کشته شدن یک روحانی برجستهٔ شیعه، دستگیر، زندانی و در برخی موارد اعدام شدند.
- در ماه مه ۲۰۰۳، عفو بین‌الملل گزارش داد که گوری حاوی ۴۰ جسد را در ابو الخصیب در جنوب عراق، که تقریباً منحصراً شیعه هستند، یافت و گمان می‌رود که حاوی اجساد قیام شیعیان در سال ۱۹۹۱ باشد.
- کشتار جمعی کردها در سال ۱۹۹۱، که غیرنظامیان و سربازانی را که پس از جنگ خلیج فارس برای خودمختاری در شمال عراق می‌جنگیدند، هدف قرار داد، همچنین منجر به گورهای دسته‌جمعی شد.

## تحقیقات کمیتهٔ سنای آمریکا
به‌نظر می‌رسد که حقایق مندرج در فکت شیت همان چیزی است که توسط تحقیقات کمیتهٔ سنای ایالات متحده جمع‌آوری شده‌است.
- در جنوب بغداد یک گور دسته‌جمعی کشف شد که گمان می‌رود حاوی ۶۰٬۰۰۰ قربانی شیعهٔ قیام مردمی سال ۱۹۹۱ باشد که به طرز وحشیانه‌ای توسط گارد جمهوری‌خواه صدام سرکوب شد.
- بقایای ۱۱۳ کٔرد که بیشتر آن‌ها زن، کودک و نوجوان بودند در نزدیکی سماوه کشف شده‌است.[۲]
- کشف گورهای دسته‌جمعی در عراق با تجزیه و تحلیل تصاویر ماهواره‌ای انجام شده‌است. ۱۸ مکان مشکوک از این راه شناسایی شد که دو مورد از آن‌ها حاوی اجساد ۲۸ و ۱۰ مرد بالغ بود.[۳]
- ۳٬۱۱۵ جسد کشف شده در محاویل یکی از بزرگ‌ترین گورهای کشف شده‌است که گمان می‌رود شیعیان عراقی را در خود جای داده باشد. (نوامبر ۲۰۰۳).[۴]
- ۲۰۰۰ جسد در شهر شیعه‌نشین حله پیدا شد.[۵]
- تونی بلر گفته‌است که «ما تا کنون بقایای ۴۰۰٬۰۰۰ نفر را در گورهای دسته‌جمعی کشف کرده‌ایم.» (نوامبر ۲۰۰۳) تعداد واقعی اجساد پیدا شده نزدیک به ۵٬۰۰۰ (سال ۲۰۰۴) بود.[۶]
- در سال ۲۰۰۴، بی‌بی‌سی گزارش داد که جسد نوزادانی را در گورهای دسته‌جمعی پیدا کرده‌است که مربوط به دوران صدام است. به گفتهٔ محققان، اسکلت نوزادان متولد نشده و کودکان نوپا که اسباب‌بازی‌ها را در دست گرفته بودند در حال کشف شدن است.[۷]
- در آوریل ۲۰۱۱، یک گور دسته‌جمعی حاوی ۸۰۰ جسد در انبار (غرب عراق) پیدا شد که گمان می‌رود مربوط به قیام شیعیان در سال ۱۹۹۱ باشد. به نظر می‌رسید که آن اجساد اعدام شده‌اند و دفن شده‌اند.[۸]

روند بازیابی اجساد به‌دلیل خشونت محلی و نیاز به شناسایی اجساد، جداسازی اجساد، پزشکی قانونی و غیره کند گزارش شده‌است. بستگان به یاد اقوام مفقود شده به قبور شتافته‌اند.

## در فرهنگ عامه
فیلم مرد آبی محصول ۲۰۱۴، که مربوط به مقالهٔ نیویورک تایمز با عنوان «کشف وحشت عراق در گورهای صحرا» نوشتهٔ جان اف برنز است، دربارهٔ گور دسته‌جمعی «مرد آبی» واقع در محاویل است.